# SpaceX Dragon
La SpaceX Dragon, también conocida como Dragon 1 o Cargo Dragon, fue una clase de nave espacial reutilizable de carga desarrollada por SpaceX, una empresa de transporte espacial estadounidense. La Dragon era lanzada a bordo del cohete Falcon 9 de la compañía para reabastecer a la Estación Espacial Internacional (ISS). Posteriormente fue sustituida por la SpaceX Dragon 2.
Durante su vuelo inaugural en diciembre de 2010, la Dragon se convirtió en la primera nave comercial en ser recuperada con éxito. El 25 de mayo de 2012, se convirtió en la primera nave comercial en atracar en la ISS. SpaceX tiene un contrato para llevar carga a la estación bajo el programa de la NASA Servicios Comerciales de Transporte Orbital y la Dragon comenzó a realizar viajes regulares a partir de octubre de 2012. Mediante la Dragon y la Cygnus la NASA pretende aumentar sus asociaciones con la industria espacial comercial.
El 3 de junio de 2017 la cápsula utilizada en la misión CRS-4 fue lanzada en la misión CRS-11 tras un proceso de reacondicionamiento de los elementos expuestos a la sal marina durante la recuperación manteniendo el resto de los originales.
SpaceX desarrollo una segunda versión llamada Dragon 2 que incluye la capacidad de transportar humanos cuyo primer vuelo operacional fue realizado en 2020. El último vuelo de la versión original fue lanzado el 7 de marzo de 2020 en la misión de reabastecimiento CRS-20 a la ISS. Esta fue la última misión de SpaceX dentro del programa CRS-1 y las siguientes misiones en el programa CRS-2 utilizarán la nueva versión de la cápsula empezando en la misión CRS-21.
El CEO de SpaceX, Elon Musk, nombró a la cápsula "Dragon" inspirándose en la canción de 1963 "Puff, the Magic Dragon" de Peter, Paul and Mary, como respuesta a los críticos que creían imposibles sus proyectos espaciales.

## Historia
SpaceX comenzó el desarrollo de la Dragon en 2004 anunciándose públicamente en 2006 y con planes de su entrada en servicio en 2009. También en 2006, SpaceX recibió un contrato para utilizar la cápsula en misiones de reabastecimiento a la Estación Espacial Internacional para la NASA.

### Contratos de reabastecimiento a la ISS de la NASA

#### Servicios Comerciales de Transporte Orbital
En 2005 la NASA solicitó propuestas de vehículos comerciales candidatos a reemplazar al Transbordador Espacial, que se retiraría seis años después, a través del programa de desarrollo Servicios Comerciales de Transporte Orbital (COTS). La Dragon formó parte de la propuesta de SpaceX que también incluía a la empresa MD Robotics que construyó el Canadarm 2 y fue presentada en marzo de 2006. 

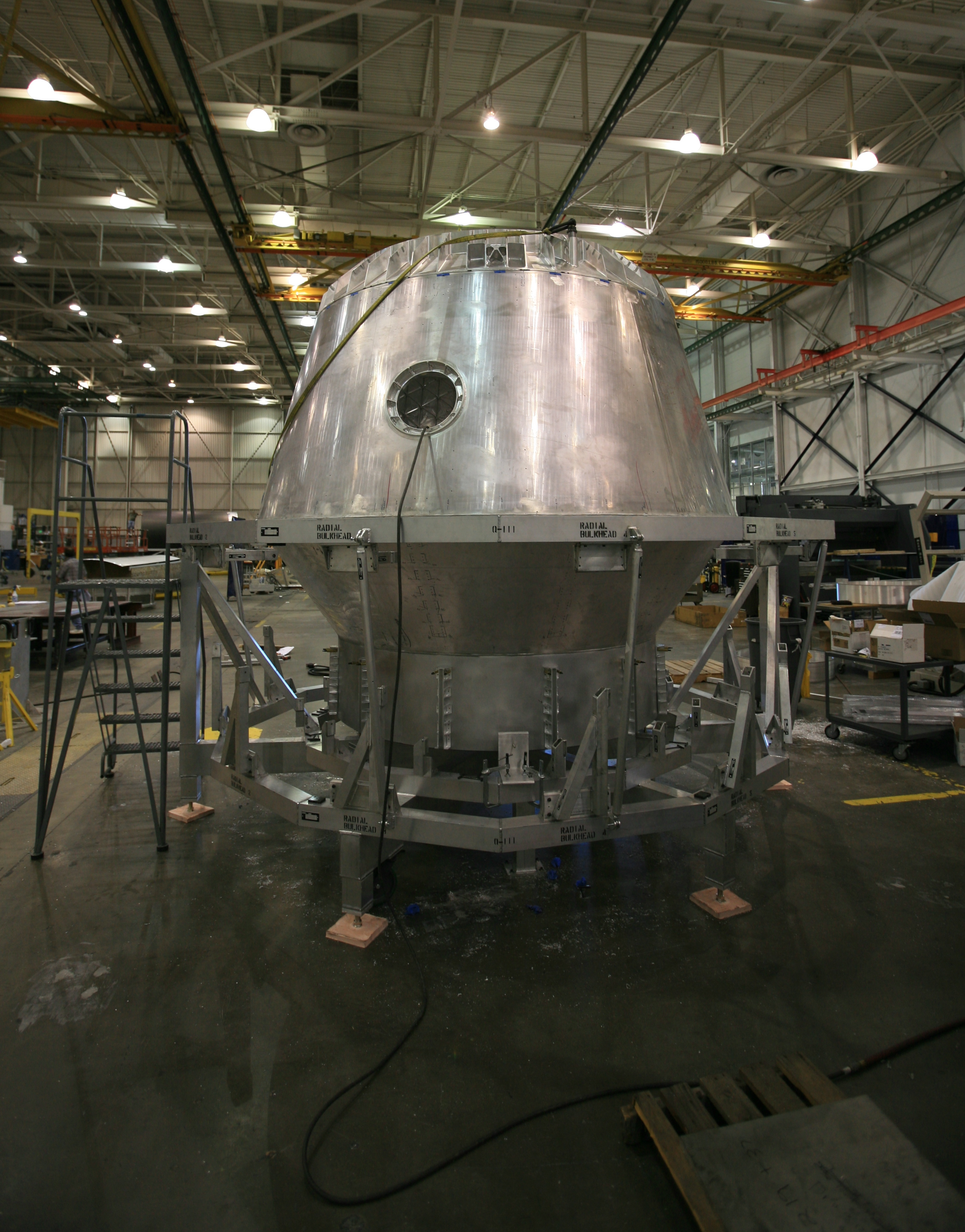
Un casco presurizado de los primeros fotografiado en 2008 mientras se realizaban pruebas

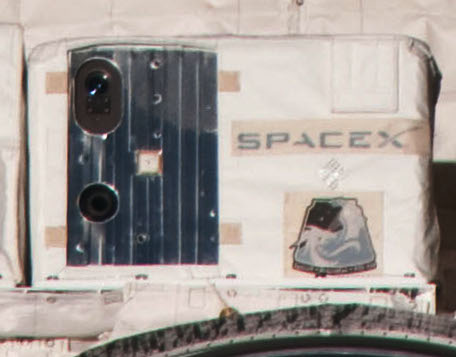
El sistema DragonEye montado en el Enterprise en la STS-133

El 18 de agosto de 2006, la NASA anunció que SpaceX había sido elegida junto con Kistler Aerospace para desarrollar su servicio de lanzamiento de carga a la estación. El plan inicial pedía tres vuelos de prueba para la nave entre 2008 y 2010. SpaceX y Kistler recibirían hasta US$278 millones y US$207 millones respectivamente, en el caso de que cumpliesen con los objetivos de la NASA pero Kistler no cumplió y su contrato fue retirado en 2007. Más tarde Orbital Sciences Corporation ocupó su lugar junto a SpaceX.

#### Servicios de Reabastecimiento Comerciales Fase 1 (CRS-1)
El 23 de diciembre de 2008 la NASA otorgó un contrato de US$1,600 millones a SpaceX, con opciones a aumentar el valor total a US$3,100 millones. El contrato pedía 12 vuelos con un mínimo total de carga de 20 000 kg a la ISS.
El 23 de febrero de 2009, SpaceX anunció que el material escogido para el escudo de la nave, PICA-X, había pasado las pruebas frente al lanzamiento inaugural. El sensor primario de operaciones de proximidad de la cápsula, el DragonEye, fue probado en 2009 durante la misión STS-127 montado cerca del puerto de acople del Transbordador espacial Endeavour durante la aproximación a la Estación Espacial Internacional. Las pruebas del LIDAR y las cámaras térmicas del DragonEye fueron satisfactorias. La unidad de comunicación del programa "COTS UHF Communication Unit" (CUCU) y el panel de control para la tripulación "Crew Command Panel" (CCP) fueron llevados a la estación a finales del 2009 en la misión STS-129. El CUCU permite a la estación comunicarse con la Dragon y el CCP permite a la tripulación enviar comandos básicos a la nave. En el verano de 2009 SpaceX contrató al antiguo astronauta de la NASA Ken Bowersox como vicepresidente del nuevo departamento de Seguridad de Astronautas y Misión anticipándose al uso tripulado de la cápsula.
Como condición del contrato SpaceX analizó el ambiente de radiación en la cápsula Dragon y sus sistemas para comprobar la respuesta de la nave en esas circunstancias. Ese análisis fue verificado y revisado por expertos independientes antes de que la NASA certificase el uso de la Dragon para transportar carga. La Dragon utiliza triple redundancia en la arquitectura del ordenador de vuelo.
Durante marzo de 2015 se anunció que SpaceX había recibido otras tres misiones adicionales dentro de la fase 1 del programa. Estas misiones son SpaceX CRS-13, SpaceX CRS-14 y SpaceX CRS-15 y cubriría las necesidades de transporte de carga del 2017.
El 24 de febrero de 2016, SpaceNews informó que SpaceX había recibido orden de otras 5 misiones más dentro de la fase 1. Entre ellas, SpaceX CRS-16 y SpaceX CRS-17 para el 2017 mientras que SpaceX CRS-18, SpaceX CRS-19 y SpaceX CRS-20 serían en 2018.

#### Servicios de Reabastecimiento Comerciales Fase 2 (CRS-2)
En 2014 comenzó el periodo de definición del contrato y solicitudes. En enero de 2016, la NASA otorgó contratos a SpaceX, Orbital ATK, y Sierra Nevada Corporation para un mínimo de seis misiones cada uno hasta 2024 como mínimo. El valor potencial máximo de todos los contratos alcanza los US$14,000 millones pero los requisitos mínimos son considerablemente inferiores.
Los lanzamientos bajo el programa CRS-2 comenzaron a finales del 2019.

#### Vuelos de demostración

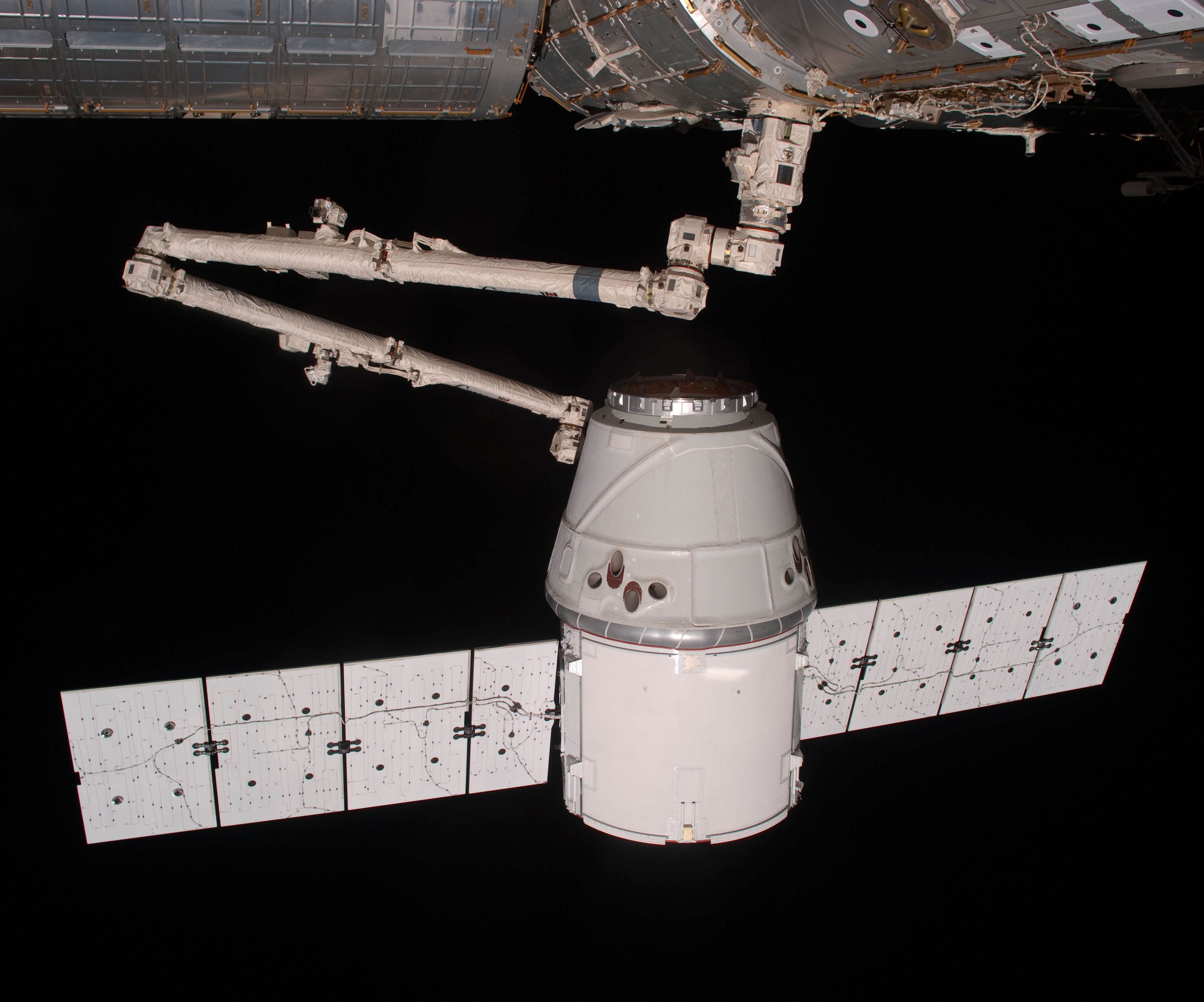
La Dragon atracando en la ISS gracias al Canadarm2 durante la COTS 2.

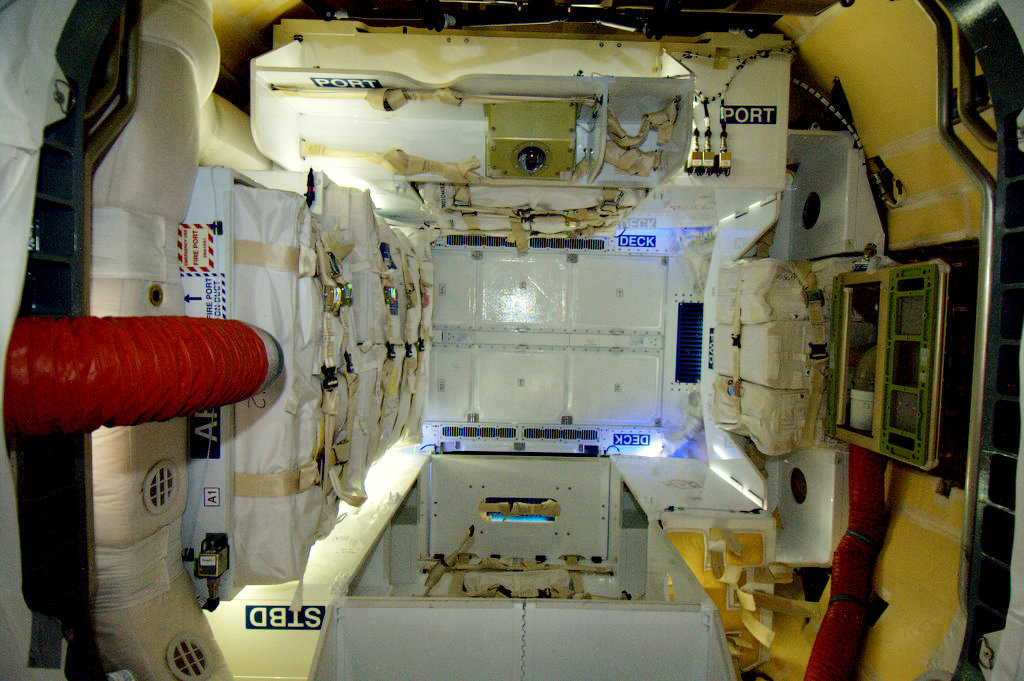
Interior de la Dragon utilizada en la COTS 2.

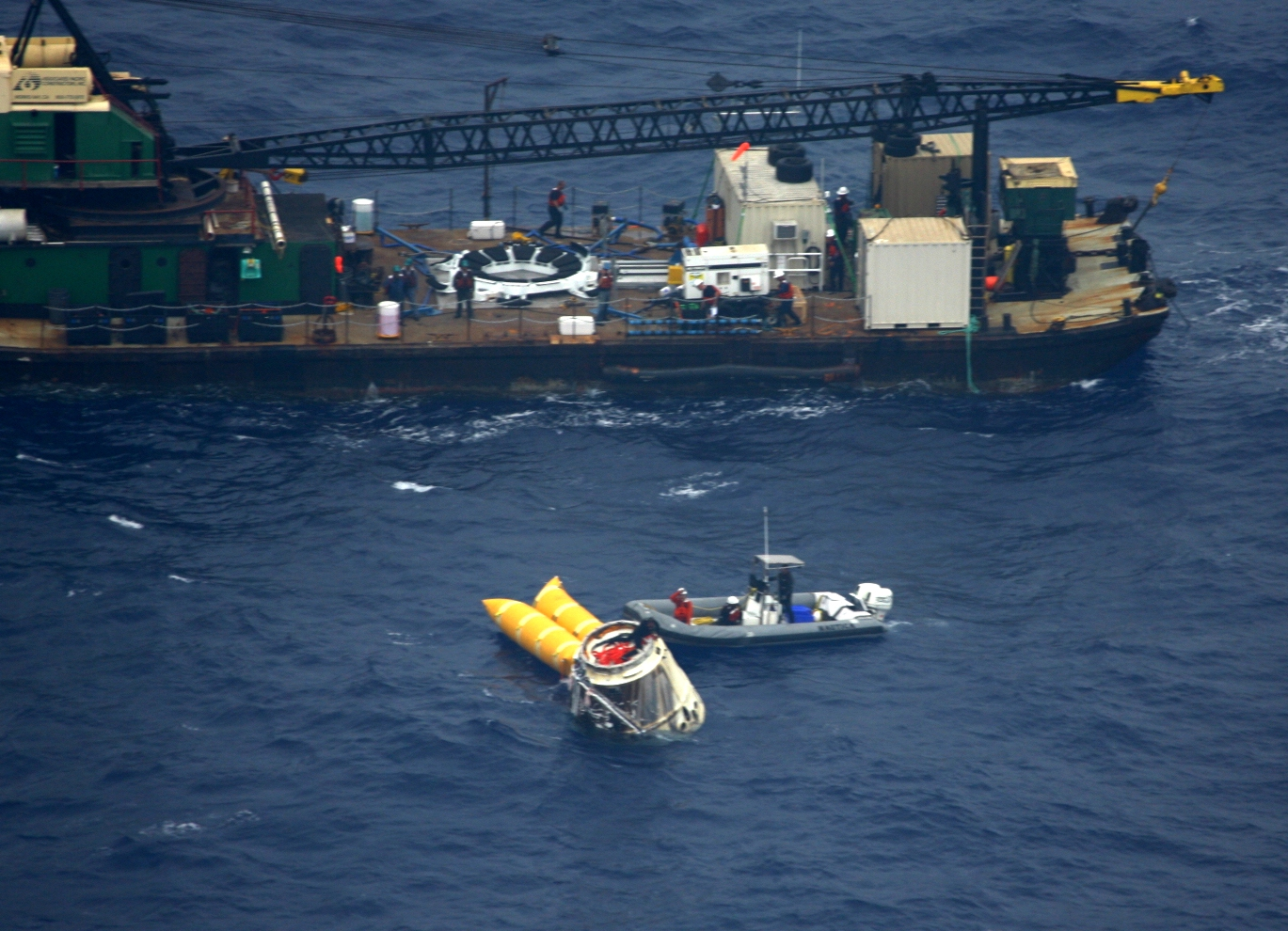
Recuperación de la Dragon utilizada en la COTS 2 el 31 de mayo de 2012.

El primer  vuelo de la cápsula fue con una versión de pruebas cuyo objetivo era recoger datos aerodinámicos sin intención de sobrevivir la reentrada.
La NASA contrató tres vuelos de prueba que más tarde fueron reducidos a dos. La primera misión se llamó COTS Demo Flight 1 y tuvo lugar el 8 de diciembre de 2010 siendo recuperada sin problema tras la reentrada. Esa misión también marcó el segundo vuelo del Falcon 9. El sistema DragonEye voló también en la STS-133 en febrero de 2011 para realizar más pruebas. En noviembre de 2010 la FAA entregó a SpaceX la licencia de reentrada para la cápsula Dragon, la primera dirigida a una nave comercial.
La segunda misión, también para la NASA, fue lanzada con éxito el 22 de mayo de 2012 después de que la propuesta de combinar las dos misiones restantes en una fuese aprobada por la NASA. La Dragon realizó pruebas de sus sistemas de navegación y procedimientos de aborto antes de ser atrapada por el Canadarm2 de la estación seguido del atraque el 25 de mayo para retirar el cargamento. La cápsula volvió a la Tierra el 31 de mayo de 2012 y fue recuperada con éxito del Pacífico.
El 23 de agosto de 2012 el administrador de la NASA Charles Bolden anunció que SpaceX había cumplido con todos los objetivos y estaba certificada para comenzar con los vuelos operacionales.

#### Retorno de materiales de la órbita
Las cápsulas Dragon pueden volver a la Tierra con 3 500 kg, de esa cantidad puede ser todo basura de la que se deshace durante la reentrada o hasta 2 500 kg de carga presurizada, y es la única nave capaz de retornar una cantidad significativa de material. Junto con la Soyuz la Dragon fue la única nave operativa diseñada para sobrevivir la reentrada. La capacidad de entregar los materiales en menos de 48 horas desde el aterrizaje a los investigadores abre nuevas opciones de nuevos experimentos que generen materiales a estudiar en tierra más detenidamente. Por ejemplo, la CRS-12 volvió con ratones que habían permanecido un tiempo en órbita lo que no s ayuda a entender los efectos de la microgravedad sobre los vasos sanguíneos para determinar cómo se desarrolla la artritis.

#### Reutilización de cápsulas
Las cápsulas Dragon están diseñadas para poder ser reutilizadas en varias misiones. Las cápsulas siguen un proceso de reacondicionamiento que incluye cambiar los elementos expuestos al agua salada en el aterrizaje. El mayor número de vuelos realizado por una cápsula Dragon fue de 3. SpaceX CRS-11 fue la primera misión en volar con una cápsula reutilizada, en este caso de la misión SpaceX CRS-4 en septiembre de 2014, cuyo número de serie era el C106, marcando la primera vez que una nave reutilizada llegaba a la ISS. La única otra cápsula reutilizada fue la Gemini SC-2 que realizó un segundo vuelo suborbital in 1966. Se utilizaron cápsulas reacondicionadas en las misiones SpaceX CRS-12, SpaceX CRS-13, SpaceX CRS-14, SpaceX CRS-15, SpaceX CRS-16, SpaceX CRS-17, SpaceX CRS-18, SpaceX CRS-19, y SpaceX CRS-20.

### Desarrollo del programa tripulado

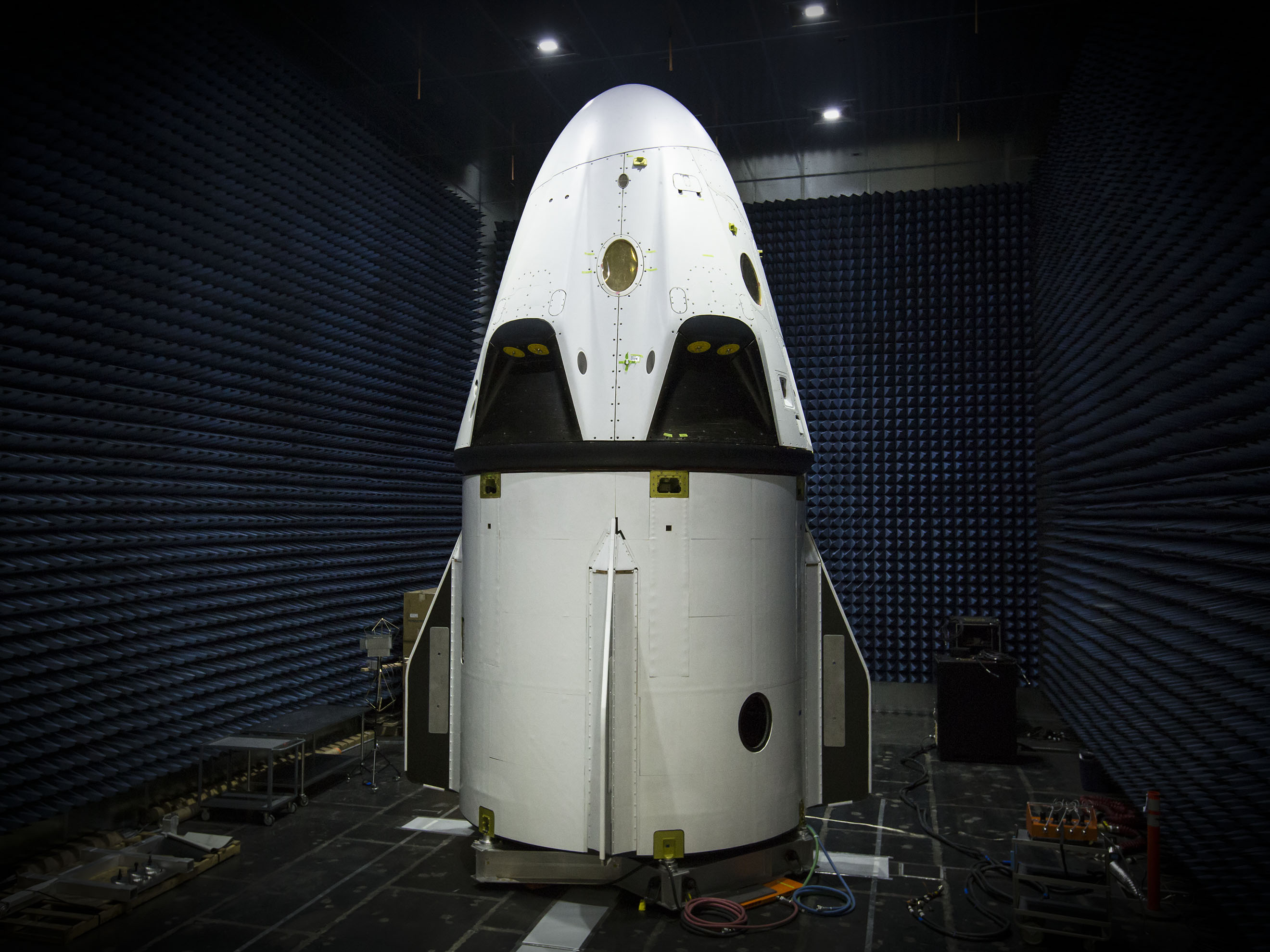
Exterior de la Dragon 2 utilizada en la Prueba de Aborto en Plataforma

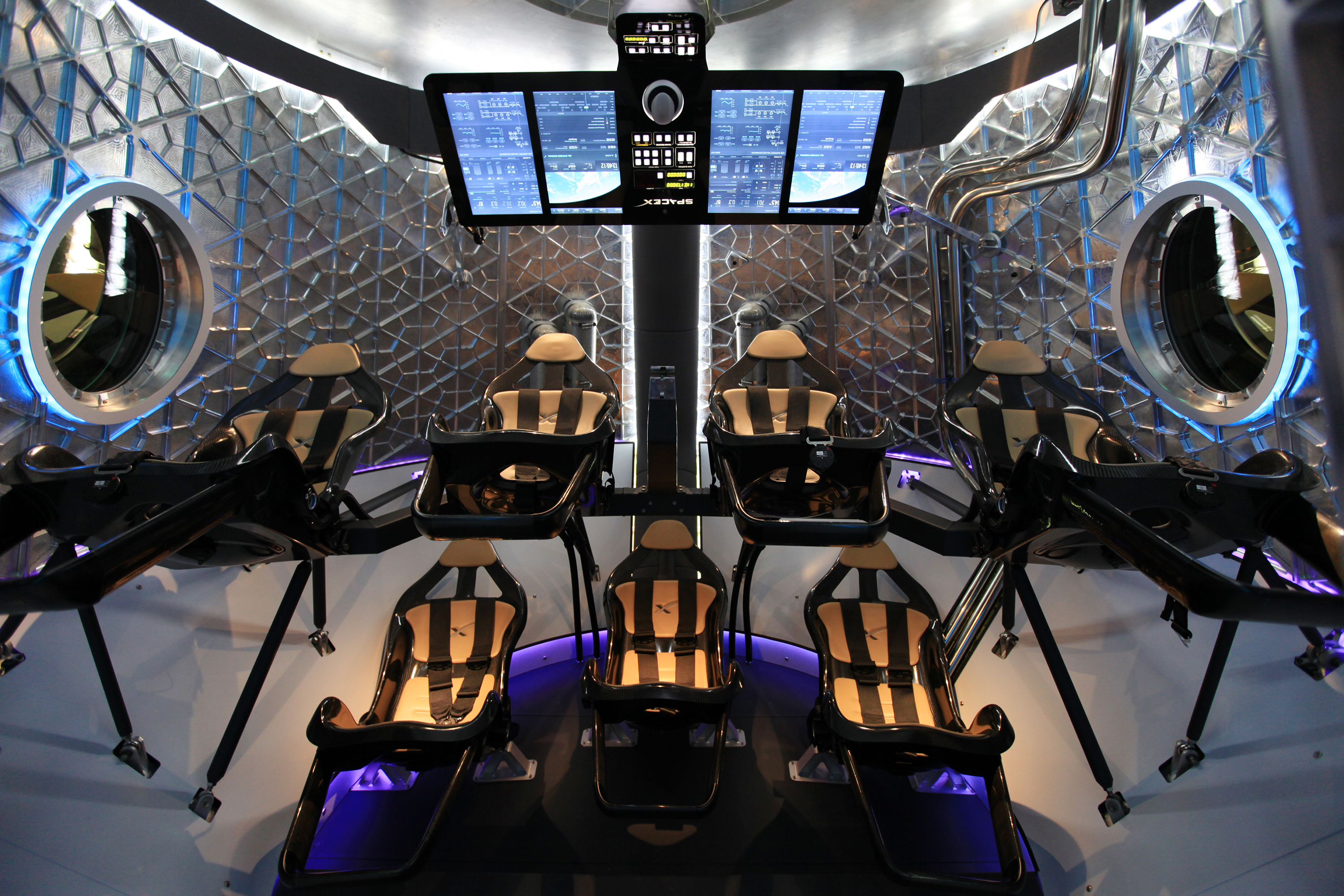
Interior de la Dragon 2 mostrando la configuración de los asientos

En 2006 Elon Musk declaró que SpaceX había construido "un prototipo de cápsula tripulada que incluye el sistema de soporte vital para 30 días humanos". Una simulación en video del sistema de escape de lanzamiento fue mostrado en enero de 2011. Musk declaró en 2010 que el coste de desarrollo de una variante tripulada incluyendo la certificación del Falcon 9 estaría entre US$800 millones y US$1,000 millones. En 2009 y 2010, Musk sugirió en varias ocasiones que los planes estaban avanzaban y se esperaba que estuviese completa en dos o tres años. SpaceX presentó su propuesta en la tercera fase del CCDev, CCiCap.

## Financiación
En 2014 SpaceX publicó los costes totales combinados de desarrollo para el Falcon 9 y la cápsula Dragon. La NASA aportó US$396 millones mientras SpaceX aportó más de US$450 millones en ambos esfuerzos de desarrollo.

## Producción

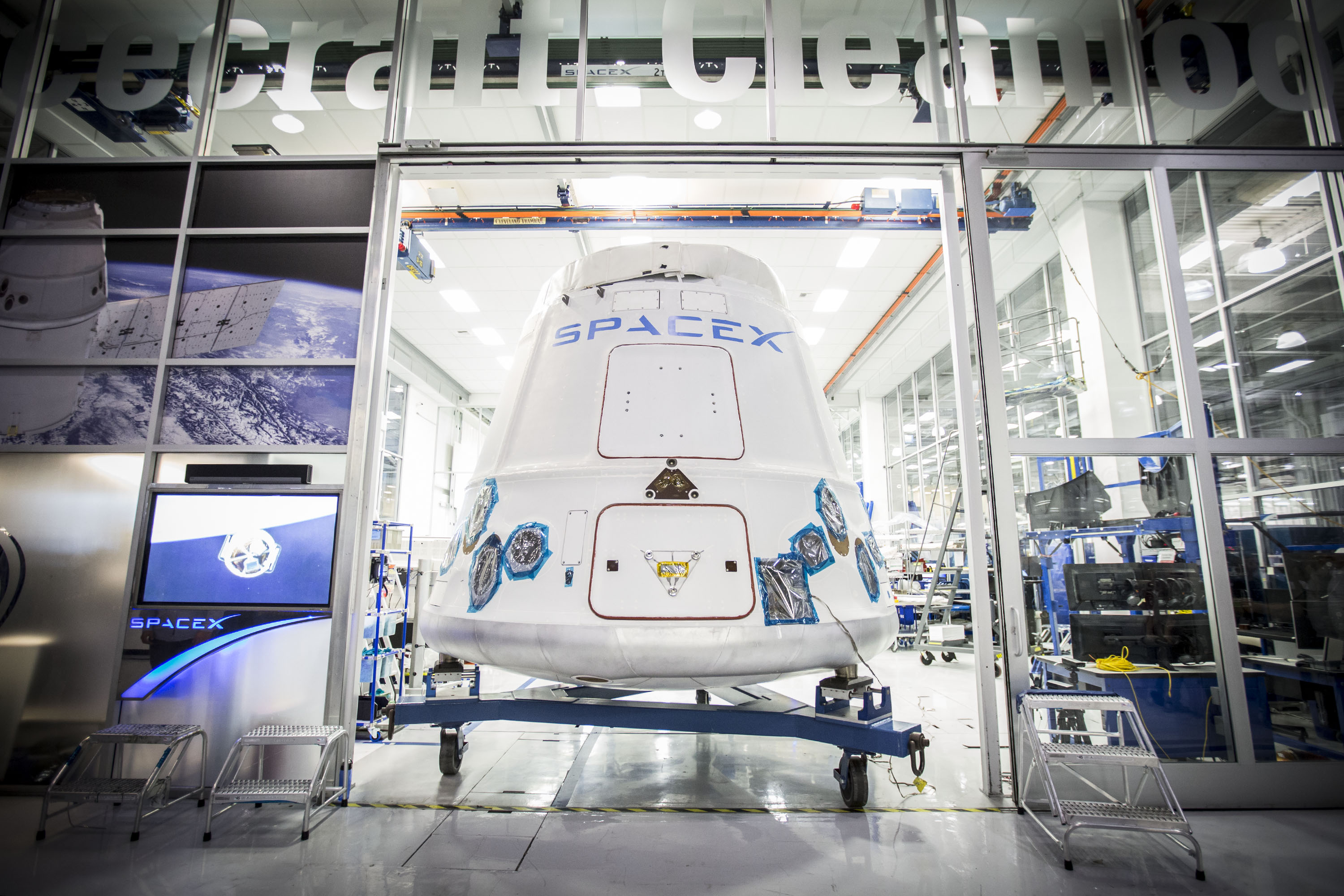
A Dragon capsule being shipped out of SpaceX HQ in Hawthorne, California, de febrero de 2015.

En diciembre de 2010 la línea de producción fabricaba una cápsula Dragon y un cohete Falcon 9 cada tres meses. En 2010 Elon Musk declaró que planeaba aumentar la cantidad a una cápsula cada seis semanas para 2012. Los materiales compuestos se utilizan extensamente en la nave para reducir su peso y mejorar la integridad estructural.
A septiembre de 2013, el espacio disponible para la fabricación había aumentado a cerca de 92 903 metros cuadrados y la planta tenía seis Dragons en varios estados de producción.

## Diseño

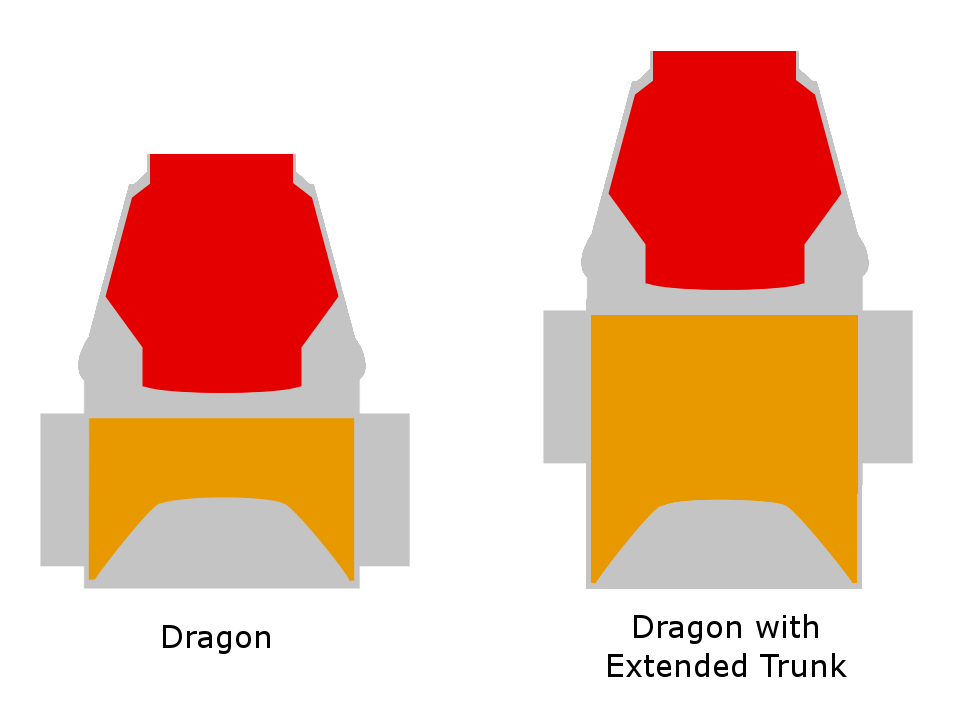
Ilustración que muestra las zonas presurizadas (rojo) y no presurizadas (naranja) de la Dragon

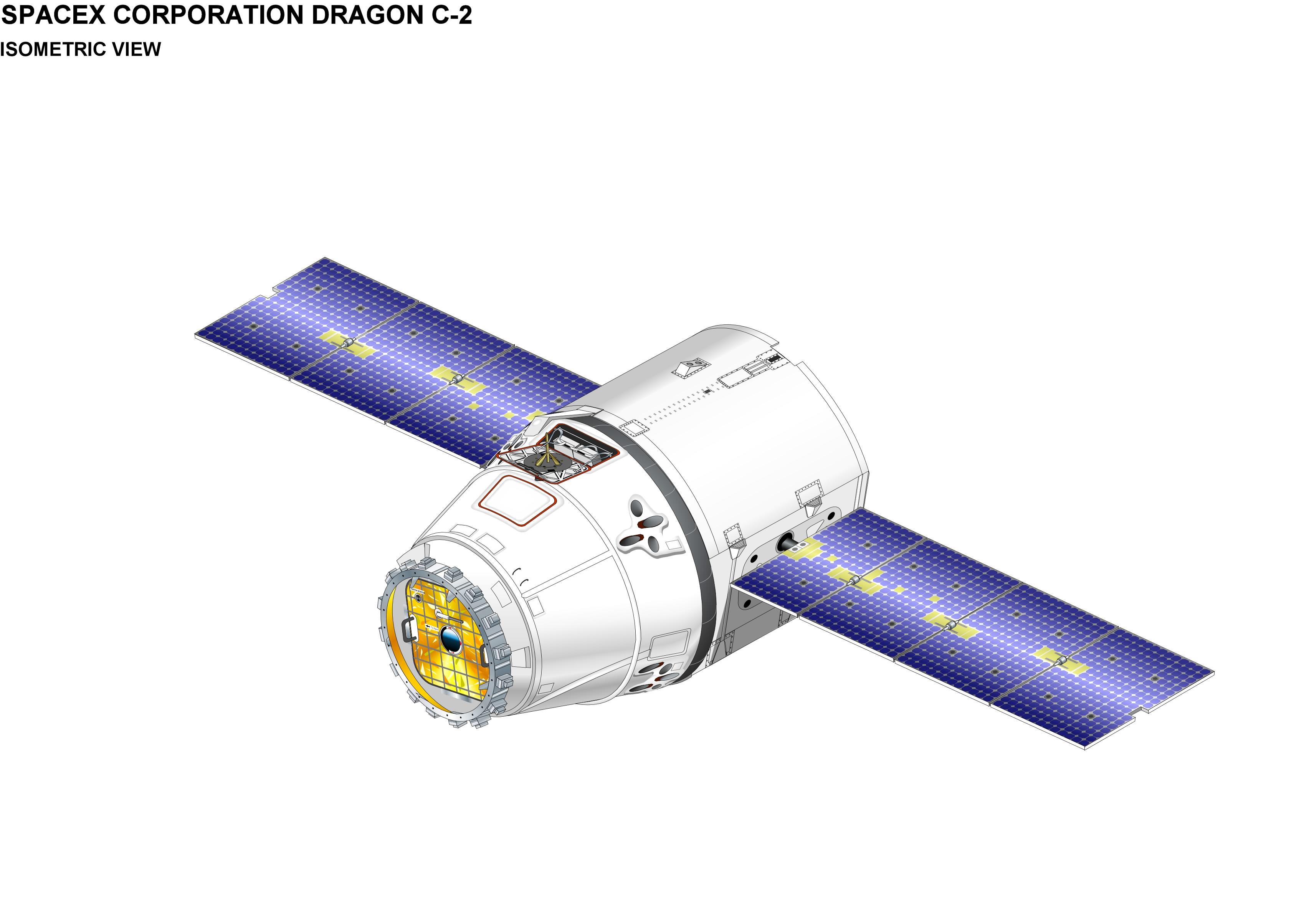
Ilustración isométrica de la Dragon

La cápsula Dragon consiste en una tapa frontal en forma de cono, la cápsula balística tradicional y un módulo de carga no presurizado con dos paneles solares. La cápsula utiliza un escudo de PICA-X basado en una variante propietaria del PICA de la NASA que protege a la cápsula durante la reentrada incluso a velocidades encontradas en misiones Lunares o Marcianas. También es reutilizable con posibilidad de varias misiones. El "maletero" no se recupera y tanto este como su contenido se separan de la cápsula para arder en la reentrada atmosférica. La primera vez que el "maletero" se utilizó para llevar carga fue en la misión SpaceX CRS-2.
La nave se lanza encima de un cohete Falcon 9, y está equipada con 18 propulsores Draco. Tras la misión la cápsula ameriza y es recuperada del océano y llevada a tierra en un barco.
Para los vuelos de carga a la ISS el brazo Canadarm2 captura la nave y la atraca a la estación mediante el Common Berthing Mechanism al segmento orbital estadounidense. LA cápsula no tiene un sistema para mantener una atmósfera respirable en el interior y en su lugar utiliza el aire de la estación. Para misiones típicas se espera que esté acoplada a la estación durante 30 días.
La cápsula puede transportar 3 310 kg de carga que puede ser presurizada, no presurizada o una combinación de ambas. Puede volver a la Tierra con 3 310 kg que puede ser todo masa a desechar o hasta 2,500 kg de carga presurizada limitada por los paracaídas. Hay un límite de volumen de 14 m³ en el maletero y 11.2 m³ de carga presurizada. El maletero se usó por primera vez en la SpaceX CRS-2 en marzo de 2013. y sus paneles solares producen una potencia máxima de 4 kW.
El diseño fue modificado a partir de la quinta cápsula en la misión SpaceX CRS-3 en marzo de 2014. Mientras que la apariencia es la misma la electrónica y los armarios de carga se rediseñaron para proveer una cantidad mayor de energía a la carga que la necesite como los módulos de congelador GLACIER y MERLIN.
La Dragon utiliza un diseño a prueba de radiación en los componentes y el software que configuran los ordenadores de vuelo. El sistema utiliza tres pares de ordenadores que se comprueban entre ellos. En el caso de un error a causa de la radiación una de las parejas de ordenadores se reinicia. Incluyendo a los seis ordenadores principales se utilizan 18 ordenadores de triple procesador.

## Variantes y derivados

### DragonLab
Cuando no se utiliza para misiones de la NASA a la ISS la versión no tripulada de la Dragon se llama DragonLab. Es reutilizable y puede llevar carga presurizada y sin presurizar. Sus subsistemas incluyen energía, propulsión, control térmico, ordenadores de vuelo, comunicaciones, protección térmica, sistema de navegación y los encargados de la reentrada, descenso y recuperación. Tiene capacidad de una masa de despegue de 6 000 kg, y una masa de aterrizaje de 3 000 kg. En noviembre de 2014 dos misiones de este tipo aparecían listadas en 2016 y 2018. Ambas fueron retiradas a principios de 2017 sin declaraciones oficiales de SpaceX. Las empresas estadounidense y americana "Biosatellites" y "Bion satellites" continúan prestando estos servicios.
Las siguientes especificaciones se publicaron en la página de SpaceX para las misiones "DragonLab". Las especificaciones para la versión de la NASA no estaban incluidas.

#### Casco presurizado
- 10 m³ de volumen de carga útil interior presurizado ambientalmente controlado.[3]
- Entorno a bordo: 10-46 °C; Humedad relativa de 25 ~ 75%; presión del aire de 13,9 ~ 14,9 psia (958,4 ~ 1027 hPa).[3]

#### Bahía de sensores no presurizada (recuperable)
- 0,1 m³ de volumen de carga útil sin presurizar.
- La trampilla del compartimiento de sensores se abre después de la inserción orbital para permitir el acceso total del sensor al ambiente del espacio exterior y se cierra antes de la reentrada en la atmósfera de la Tierra.[3]

#### Maletero sin presurizar (no recuperable)
- Volumen de carga útil de 14 m³ en el maletero de 2,3 m, a popa del escudo del casco a presión, con una extensión opcional del maletero hasta 4,3 m de longitud total el volumen de carga aumenta a 34m³.[3]
- Soporta sensores y aberturas al espacio de hasta 3,5 m de diámetro.[3]

#### Sistemas de energía, comunicación y control
- Energía: dos paneles solares con un promedio de 1.500 W y un pico de 4.000 W a 28 y 120 VDC.[3]
- Comunicaciones: estándar comercial RS-422 y estándar militar 1553, además de comunicaciones Ethernet para el servicio de carga direccionable por IP.
- Enlace ascendente: 300 kbps.[3]
- Telemetría / enlace descendente: estándar de 300 Mbit/s, telemetría de banda S tolerante de fallos y transmisores de video.[3]

### Dragon 2: Tripulación y Carga
SpaceX ha desarrollado la Dragon 2 para sustituir a la Dragon diseñada desde cero para llevar pasajeros y carga. Podrá llevar hasta siete astronautas o una mezcla de astronautas y carga a la órbita terrestre baja. El escudo de la Dragon 2 está diseñado para soportar reentradas a velocidades de misiones Lunares o Marcianas. SpaceX entró en varios contratos con el gobierno de Estados Unidos para desarrollar la nave, entre ellos el CCDev 2 en 2011 y el CCiCap en agosto de 2014. La fase dos del CRS utilizará cápsulas Dragon 2 Cargo que carece de asientos, sistemas de soporte vital e interfaces de control.

### Red Dragon
Red Dragon fue una versión cancelada de la Dragon que se había propuesto para volar más allá de la órbita terrestre hasta marte a través de espacio interplanetario. Además de los planes privados de SpaceX el Ames Research Center de la NASA había desarrollado un concepto llamado Red Dragon: una misión de bajo coste a Marte que usaría un Falcon Heavy como vehículo de lanzamiento y de inyección trans-marciana, y la cápsula basada en la Dragon para entrar en la atmósfera de Marte. El concepto se planeó originalmente para el 2018 y más tarde para el 2022 pero nunca llegó a solicitarse financiación dentro de la NASA. La misión habría estado diseñada para traer muestras de Marte a la Tierra a una fracción del coste de la misión de la NASA que en 2015 se había presupuestado en US$6,000 millones.
El 27 de abril de 2016, SpaceX anunció que planeaba lanzar una Dragon modificada a Marte en 2018. Sin embargo, Musk canceló el programa Red Dragon en julio de 2017 para centrarse en desarrollar el sistema Starship en su lugar. La Red Dragon habría realizado todas las funciones de entrada, descenso y aterrizaje para llevar cargas de una tonelada a la superficie de Marte sin utilizar un paracaídas. Análisis preliminares mostraron que la resistencia aerodinámica de la cápsula sería suficiente para decelerar el descenso a velocidades manejables por los SuperDraco en un aterrizaje propulsado.

### Dragon XL
El 27 de marzo de 2020, SpaceX reveló la Dragon XL, una nave de reabastecimiento con el objetivo de llevar carga presurizada, experimentos y otros materiales a la estación Lunar Gateway bajo el contrato de Servicios Logísticos de la Gateway "Gateway Logistics Services" (GLS). El equipamiento llevado en la Dragon XL podría incluir materiales recogidos de la superficie, trajes espaciales y otras necesidades de los astronautas en la estación y la superficie según la NASA. Se lanzará en un Falcon Heavy desde el Complejo de lanzamiento 39A en el Centro espacial John F. Kennedy en Florida. La Dragon XL permanecerá en la estación de seis a doce meses cada vez, mientras los cuales las cargas de investigación se pueden operar remotamente aunque no haya tripulación a bordo. Se espera que la capacidad de carga sea superior a las 5 toneladas a la órbita lunar.

## Lista de misiones
En la lista se incluyen misiones programadas o completadas y con las fechas de lanzamiento en UTC.
| Misión  | Nº de cápsula | Fecha de lanzamiento (UTC) | Notas | Tiempo en la ISS (dd hh) | Resultado                         |
| ------- | ------------- | -------------------------- | --- | ------------------------ | --------------------------------- |
| SpX-C1  | C101          | 8 de diciembre de 2010     | Primera misión de la Dragon, segundo lanzamiento del Falcon 9. Se probaron las maniobras orbitales y la reentrada de la Dragon. Después de ser recuperada la cápsula se expuso en las oficinas de SpaceX. | N/A                      | Éxito[cita requerida]             |
| SpX-C2+ | C102          | 22 de mayo de 2012         | Primera misión con una cápsula completa, primer encuentro y atraque en la ISS. Después de ser recuperada se expuso en el Centro espacial John F. Kennedy. | 5d 16h                   | Éxito                             |
| SpX-1   | C103          | 8 de octubre de 2012       | Primera misión operacional en el CRS para la NASA. El Falcon 9 sufrió un problema parcial en un motor pero pudo llevar la Dragon a la órbita correcta. Una carga secundaria no tuvo tanta suerte. | 17d 22h                  | Éxito; anomalía en el lanzamiento |
| SpX-2   | C104          | 1 de marzo de 2013         | Primer lanzamiento de la Dragon utilizando el maletero para llevar carga. Hubo un problema con los propulsores de la nave que se solucionó en órbita poco después del lanzamiento y se corrigió la órbita, el problema resultó en un retraso en el atraque con la ISS de un día. La Dragon amerizó correctamente en el Océano Pacífico el 26 de marzo.                      | 22d 18h                  | Éxito; anomalía en la nave        |
| SpX-3   | C105          | 18 de abril de 2014        | Primer lanzamiento de la Dragon rediseñada para proveer más energía a las cargas que la necesitan. El lanzamiento se pospuso al 18 de abril debido a una fuga de helio. | 27d 21h                  | Éxito                             |
| SpX-4   | C106.1        | 21 de septiembre de 2014   | Primer lanzamiento con una carga viva, 20 ratones como parte de un experimento de la NASA para estudiar los efectos de vuelos de larga duración. | 31d 22h                  | Éxito                             |
| SpX-5   | C107          | 10 de enero de 2015        | La carga a bordo cambió debido al fallo en el lanzamiento de la Cygnus CRS Orb-3. Llevó el experimento Cloud Aerosol Transport System. | 29d 03h                  | Éxito                             |
| SpX-6   | C108.1        | 14 de abril de 2015        | Amerizó el 21 de mayo de 2015. | 33d 20h                  | Éxito                             |
| SpX-7   | C109          | 28 de junio de 2015        | Esta misión debía haber llevado el primero de los IDA que modificarían el APAS-95 de los PMA al nuevo estándar internacional. La carga se perdió después de un accidente que resultó en la explosión del cohete. La cápsula sobrevivió a la explosión y si hubiese abierto los paracaídas habría amerizado sin problema pero el software no tenía en cuenta esta situación. | N/A                      | Fallo                             |
| SpX-8   | C110.1        | 8 de abril de 2016         | Llevó el módulo BEAM de Bigelow en el maletero. Retornó con las muestras biológicas del astronauta Scott Kelly tras su misión de un año de duración en la ISS. | 30d 21h                  | Éxito                             |
| SpX-9   | C111.1        | 18 de julio de 2016        | Llevó el IDA-2 para adaptar el PMA-2 al estándar internacional. Fue la vez que la Dragon estuvo más tiempo en el espacio. | 36d 6h                   | Éxito                             |
| SpX-10  | C112.1        | 19 de febrero de 2017      | Primer lanzamiento desde el LC-39A desde el STS-135 a mediados de 2011. El atraque en la ISS se retrasó por problemas de software. | 23d 8h                   | Éxito                             |
| SpX-11  | C106.2 ♺      | 3 de junio de 2017         | La primera misión en volar con una cápsula reacondicionada (utilizada originalmente en la CRS-4). | 27d 1h                   | Éxito                             |
| SpX-12  | C113.1        | 14 de agosto de 2017       | Última misión en estrenar una cápsula. | 30d 21h                  | Éxito                             |
| SpX-13  | C108.2 ♺      | 15 de diciembre de 2017    | Segunda reutilización de una Dragon. Primera misión de la NASA en volar con una Falcon 9 reutilizado. | 25d 21h                  | Éxito                             |
| SpX-14  | C110.2 ♺      | 2 de abril de 2018         | Tercera reutilización, solo necesitó cambiar el maletero, el escudo y los paracaídas. Retornó con más de 1 815 kg de carga. | 23d 1h                   | Éxito                             |
| SpX-15  | C111.2 ♺      | 29 de junio de 2018        | Cuarta reutilización. | 32d 2h                   | Éxito                             |
| SpX-16  | C112.2 ♺      | 5 de diciembre de 2018     | Quinta reutilización. El Falcon 9 no pudo aterrizar por un problema en el sistema hidráulico de dirección. | 36d 7h                   | Éxito                             |
| SpX-17  | C113.2 ♺      | 4 de mayo de 2019          | Sexta reutilización. | 28d 2h                   | Éxito                             |
| SpX-18  | C108.3 ♺      | 24 de julio de 2019        | Séptima reutilización | 30d 20h                  | Éxito                             |
| SpX-19  | C106.3 ♺      | 5 de diciembre de 2019     | Octava reutilización. | 29d 19h                  | Éxito                             |
| SpX-20  | C112.3 ♺      | 7 de marzo de 2020         | Novena reutilización. Último lanzamiento de esta versión de la Dragon (Dragon 1), a partir de este se utilizará la Dragon 2. | 29d                      | Éxito                             |

### Vehículos comparables

#### Carga
- Automated Transfer Vehicle
- Cygnus (nave espacial)
- Dream Chaser
- H-II Transfer Vehicle (HTV)
- Progress (nave espacial)
- Soyuz GVK

#### Tripulados
- CST-100 Starliner
- Orel (nave espacial)
- Dragon 2